# Hiroshi Yamauchi
Pour les articles homonymes, voir Yamauchi.
Ne doit pas être confondu avec  Hiroshi Miyauchi.
Hiroshi Yamauchi (山内 溥), né le 7 novembre 1927 à Kyoto et mort dans la même ville le 19 septembre 2013 d'une pneumonie, est un homme d'affaires japonais ainsi que l'arrière-petit-fils du fondateur de Nintendo, Yamauchi Fusajirō.
De 1949 à 2002, Yamauchi dirige la société Nintendo, qui produit des jeux de cartes traditionnels depuis la fin du XIXe siècle. Il mène une politique de diversification et réoriente l'entreprise dans le domaine du jeu vidéo à partir des années 1970. Grâce au succès de Nintendo, il bâtit l'une des premières fortunes du Japon. En 1992, il devient l'actionnaire majoritaire de la franchise de Ligue majeure de baseball des Mariners de Seattle.

## Biographie

### Jeunesse et formation
Hiroshi Yamauchi est le fils de Shikanojo Inaba, membre d'une famille d'artisans, et de son épouse Kimi Yamauchi, dont la famille a fondé l'entreprise actuellement connue sous le nom de Nintendo. La famille Yamauchi n'ayant pas de descendant mâle, Inaba est choisi comme successeur et adopte le nom de famille de son épouse. Mais il abandonne le domicile familial en 1933, après la naissance de leur fils Hiroshi. Celui-ci est élevé par ses grands-parents. La Seconde Guerre mondiale éclate durant son enfance et, à l'âge de 13 ans, il travaille dans une usine d'armement,. Après la guerre, il entreprend des études de droit à l'université Waseda, qu'il doit interrompre lorsque son grand-père Sekiryo Yamauchi est victime d'une attaque cérébrale en 1949,.

### Carrière professionnelle

#### Débuts au sein de Nintendo

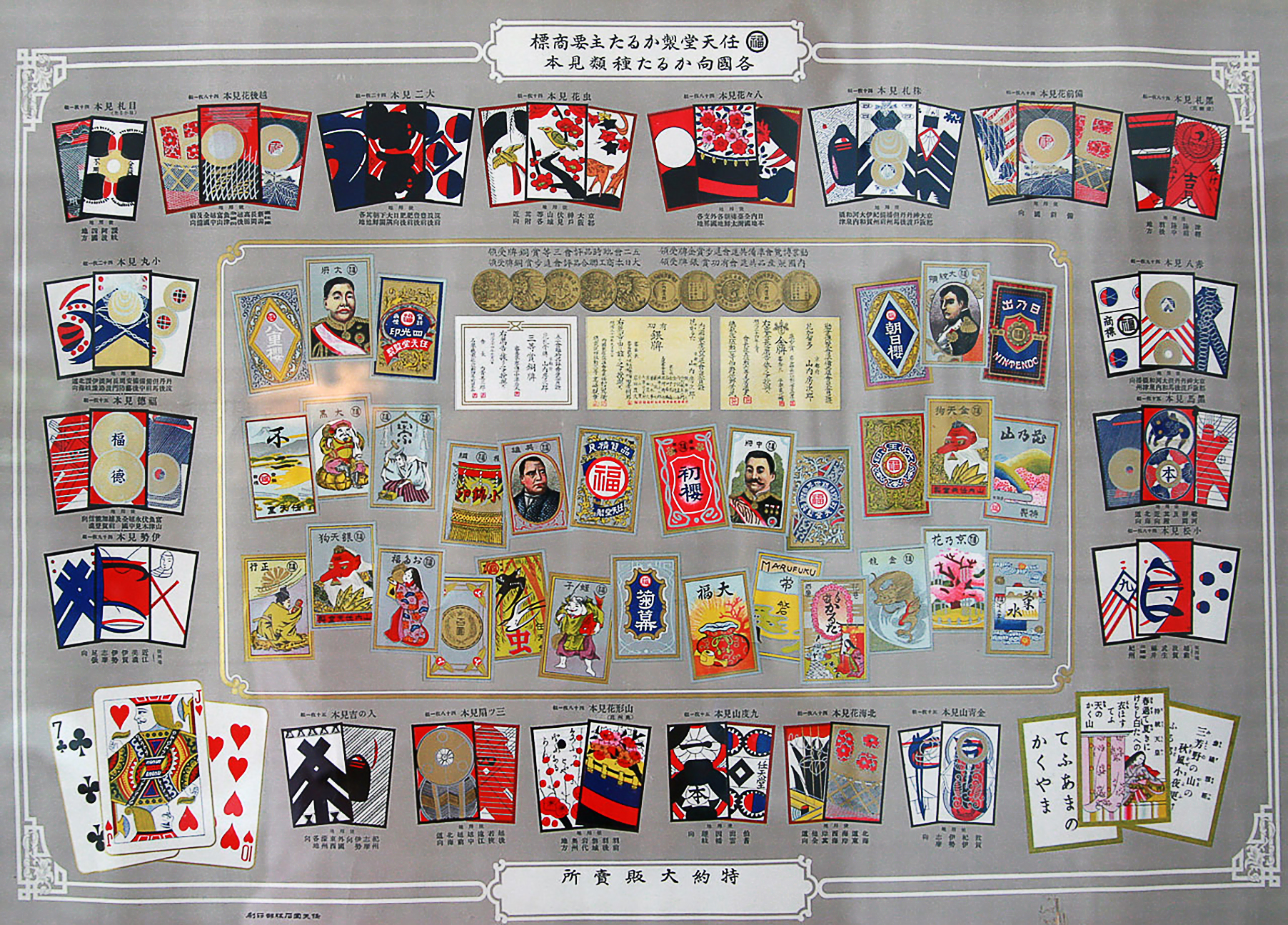
Affiche promotionnelle représentant des cartes à jouer Nintendo.

En l'absence de son père, Hiroshi Yamauchi doit succéder à son grand-père. Il accepte de devenir président à condition d’être le seul membre de la famille au sein de Nintendo. Il hérite de l'entreprise familiale fondée par son arrière-grand-père Yamauchi Fusajirō en 1889. La firme produit à l'origine des jeux de cartes traditionnelles, appelées Hanafuda. Hiroshi Yamauchi est sans expérience lorsqu'il prend la tête de la société à l'âge de 22 ans. Les employés doutant de ses capacités, il doit faire face à des mouvements de grève et congédie les mécontents, dont les cadres en poste depuis de nombreuses années,,.

#### Tentatives de diversification
Le nouveau dirigeant commence à diversifier les activités de Nintendo. En 1951, il choisit de produire des cartes à jouer en plastique, plus durables que les anciennes cartes de carton. En 1958, la firme passe un accord avec The Walt Disney Company afin de fabriquer des cartes à l'effigie de leurs personnages. Elles contribuent à rapprocher Nintendo du marché familial, et à changer l'image des jeux de cartes, qui au Japon sont alors associés aux jeux d'argent pratiqués par les yakuzas,. Le programme de licence est un succès et en l'espace d'un an la firme vend 600 000 jeux de cartes Disney. Nintendo entre en Bourse en 1962. Hiroshi Yamauchi se risque dans d'autres domaines : les ustensiles de cuisine en commercialisant des autocuiseurs, les transports en lançant une société de taxis, et enfin l'hôtellerie, avec une chaîne de « love hotels » ouverts aux couples japonais. Mais l'échec de ces nouvelles initiatives fragilise l'entreprise et persuade Yamauchi de concentrer ses activités sur les jeux. Durant les années 1960, la firme produit des jouets, notamment une main mécanique baptisée Ultra Hand, conçue par Gunpei Yokoi.

#### Réorientation dans le jeu vidéo

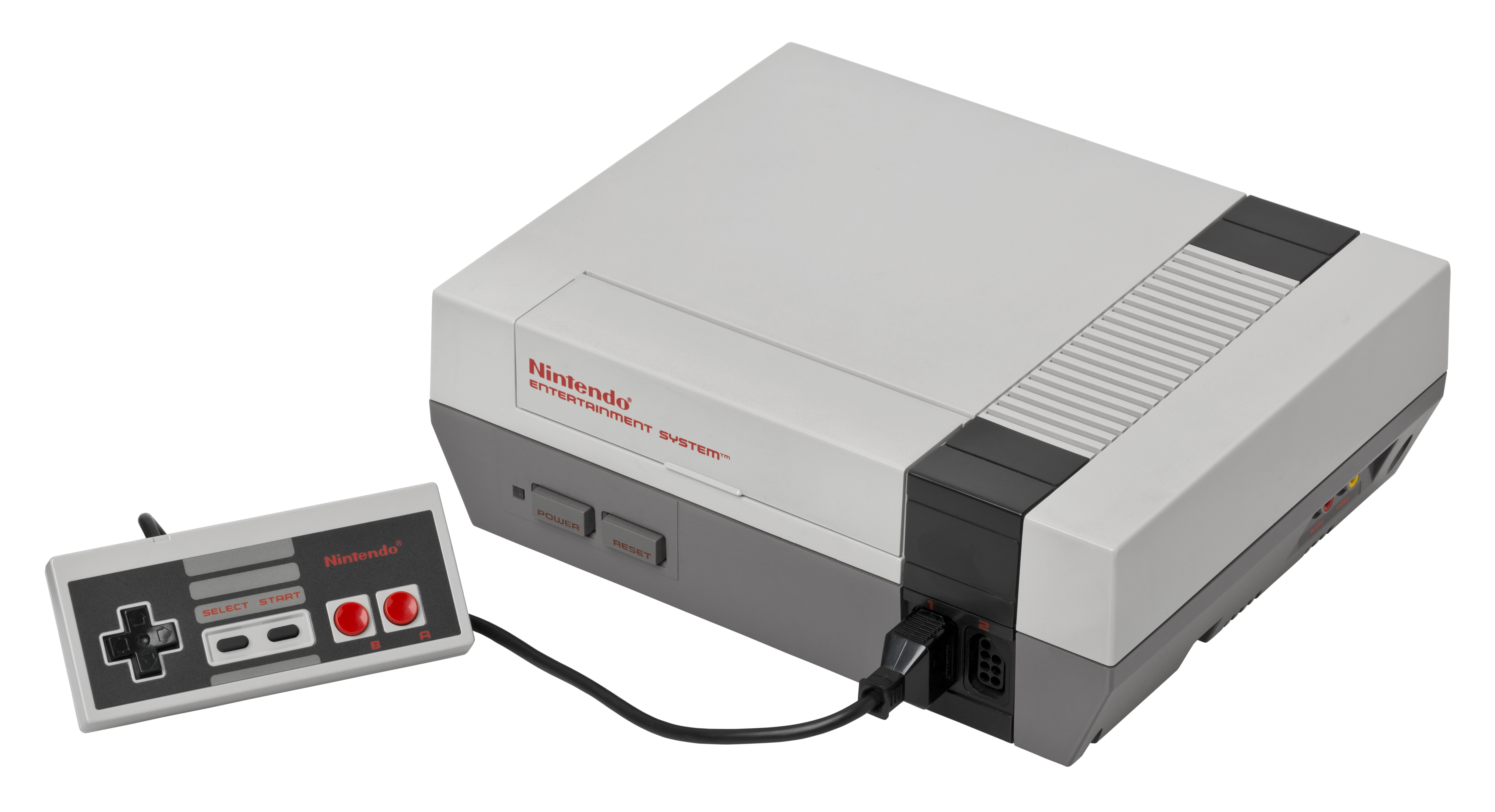
La console NES et sa manette.

À partir de 1970, Hiroshi Yamauchi réoriente Nintendo dans le domaine du jeu vidéo. Entre 1977 et 1980, la firme commercialise au Japon la gamme Color TV Game, des consoles de salon sans cartouche, sur lesquelles les jeux vidéo sont directement intégrés. L'entreprise connaît le succès grâce au jeu électronique de poche Game & Watch, imaginé par Yokoi et son équipe de développement, ainsi que Donkey Kong, un jeu de plates-formes pour bornes d'arcade conçu par Shigeru Miyamoto. En 1980, Yamauchi fonde la branche américaine de l'entreprise et place son gendre Minoru Arakawa à sa tête,. La première console de salon à jeux sur cartouche de Nintendo, dénommée Famicom, est commercialisée au Japon en 1983. Dans le reste du monde, elle est connue sous le nom de Nintendo Entertainment System (NES), et se vend à 60 millions d'exemplaires. En 1989 sort la Game Boy, une console portable à écran monochrome dont les ventes dépassent les 100 millions d'exemplaires. Une partie de son succès est imputable à la série de jeux vidéo Pokémon,.

#### Succession
Un comité directeur dirigé par Satoru Iwata lui succède lorsqu'il quitte la présidence de Nintendo en 2002. Il siège au conseil d'administration jusqu'en 2005 et continue de conseiller la direction de l'entreprise jusqu'à sa mort en 2013.

### Autres activités

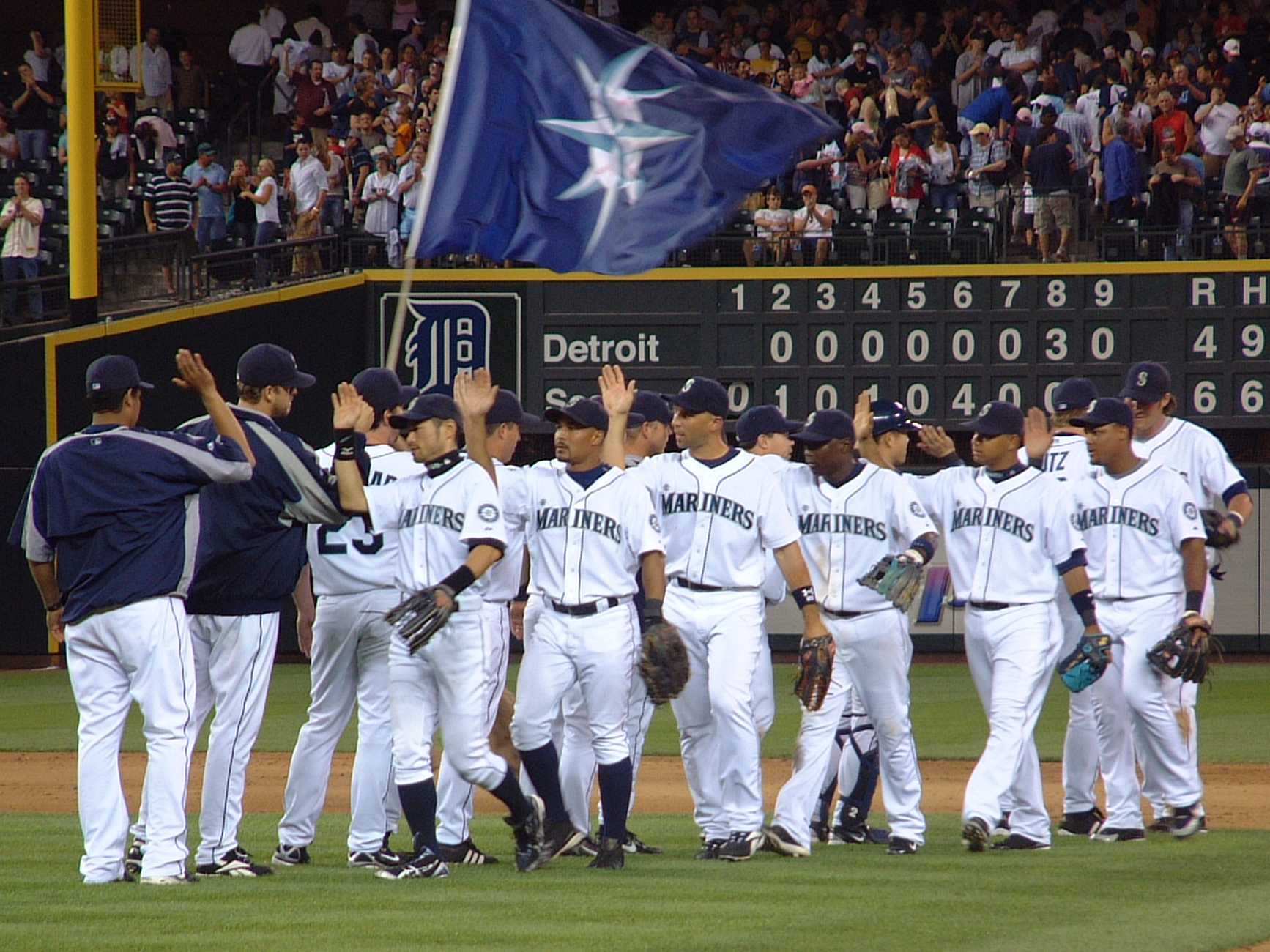
L'équipe des Mariners de Seattle en 2007.

En 1992, Hiroshi Yamauchi devient l'actionnaire majoritaire de la franchise de Ligue majeure de baseball des Mariners de Seattle,. Son offre de rachat est initialement rejetée par la Ligue, qui redoute que les équipes tombent aux mains de propriétaires étrangers. Elle lui permet finalement d'acquérir la majorité des parts. L'offre de Yamauchi prévient le rachat de la franchise par un groupe d'investisseurs floridiens et son transfert à St. Petersburg. Howard Lincoln, président de la branche américaine de Nintendo, est nommé CEO de la franchise et les Mariners recrutent plusieurs joueurs japonais, notamment Kazuhiro Sasaki et Ichiro Suzuki. En 2004, Yamauchi transfère ses parts à Nintendo of America.
En février 2006, il effectue un don de 7 milliards de yens (soit environ 51 millions d'euros) en faveur de l'hôpital universitaire de Kyoto afin de permettre la création d'un centre spécialisé dans le traitement du cancer.

## Méthodes et personnalité
Hiroshi Yamauchi s'est imposé comme le président emblématique et incontesté de Nintendo. Il est surnommé Mother Brain (qui est également le nom d'un ennemi dans la série de jeux vidéo Metroid) en raison de son caractère intransigeant,. L'homme d'affaires sait repérer les collaborateurs de talent comme Gunpei Yokoi et Shigeru Miyamoto, et les pousse à donner le meilleur d'eux-mêmes. Il favorise l'émulation entre ses équipes de développement et choisit personnellement les projets qui seront menés à bien. Une rumeur tenace veut que Monsieur Yamauchi ne buvait pas d'alcool, rumeur accentuée par les dires de Yamauchi. Toutefois, Shigesato Itoi a démenti cette rumeur en 2018: « Mais en réalité, il en buvait ! Quand on dînait ensemble, en tout cas, il n'avait pas l'air de se forcer. Et quand je lui ai demandé pourquoi il racontait partout qu'il ne buvait pas, il m'a répondu: "Parce que sinon, tous les visiteurs arrivent les bras chargés de saké !" ». Feu Yamauchi était également très sensible aux changements de températures et portait des collants en cachemire sous son costume durant l'hiver comme le décrit Shigesato : « Quand il avait chaud et que ça le faisait transpirer, il les enlevait. Et il répétait l'opération plusieurs fois par jour à Nintendo. Les collants sales étaient envoyés au lavage... ».

## Fortune
Grâce au succès de Nintendo, Hiroshi Yamauchi est considéré en 2008 comme la première fortune du Japon par le magazine Forbes. En 2013, ses avoirs sont estimés à 2,1 milliards de dollars par le magazine,. À sa mort, il est le second actionnaire de la firme Nintendo.

## Filmographie
Il est interprété par Togo Igawa dans le film Tetris (2021) de Jon S. Baird.